# Dolní Dvory
Dolní Dvory (in tedesco Unter Schön) è una frazione di Cheb, capoluogo ceco dell'omonimo distretto, nella regione di Karlovy Vary.

## Geografia fisica
Il villaggio si trova ad est di Cheb e si estende su una superficie di 305,34 ha (equivalenti a circa 3,05 km²). Nel villaggio sono state registrate 19 abitazioni, nelle quali vivono 77 persone, di cui 409 donne.
Altri comuni limitrofi sono Reichersdorf e Háje ad ovest, Sebenbach, Tršnice, Jindřichov, Vokov e Dvorek a nord, Dřenice, Potočiště, Ava e Jesenice ad est e Horní Dvory, Všeboř, Podhrad, Stebnice, Nový Hrozňatov, Horní Lipina e Dolní Lipina a sud.